# هاتناگودا
هاتناگودا (به لاتین: Hatnagoda) یک منطقهٔ مسکونی در سری‌لانکا است که در استان مرکزی (سری‌لانکا) واقع شده‌است.